# Projeto Colibri de São Sebastião
O Projeto Colibri de São Sebastião é uma escola de samba brasileira, sediada em São Sebastião, no Distrito Federal. A escola participa do Carnaval de Brasília.
A escola desfilou em 2003 pela primeira vez como bloco de enredo. No ano seguinte, foi convidada a ingressar ao time do grupo de acesso da Liga das Escolas de Samba do Distrito Federal (Liesb). Em 2005 desfilou sem a bateria.

## Carnavais
| Ano  | Colocação | Grupo                                 | Enredo                |
| ---- | --------- | ------------------------------------- | --------------------- |
| 2007 |           | Grupo de Acesso I (segunda divisão)   | As festas brasileiras |
| 2010 | 3º lugar  | Grupo de Acesso II (terceira divisão) | A Lenda do Boto       |
| 2011 | 4º lugar  | Grupo de Acesso II (terceira divisão) | Do Lixo ao Luxo       |